# Jeffrey C. Hall
Jeffrey C. Hall (født 3. maj 1945 i Brooklyn, New York City) vandt Nobelprisen i fysiologi eller medicin i 2017.